# Ucieczka na Atenę
Ucieczka na Atenę (ang. Escape to Athena)  – brytyjski film przygodowo-wojenny z 1979 roku w reżyserii George'a P. Cosmatosa. W obsadzie znalazło się wielu znanych aktorów, m.in. Roger Moore (znany z filmów z serii o Jamesie Bondzie) i Telly Savalas (znany z serialu Kojak).

## Obsada
- Roger Moore – major Otto Hecht
- Telly Savalas – Zeno
- David Niven – prof. Blake
- Claudia Cardinale – Eleana
- Richard Roundtree – Nat
- Stefanie Powers – Dottie
- Sonny Bono – Rotelli
- Elliott Gould – Charlie
- Anthony Valentine – major SS Volkman
- William Holden – człowiek w obozie (cameo)
- Paul Stassino
- Siegfried Rauch – Braun
- Michael Sheard – sierżant Mann
- Richard Wren – Reistoffer
- Philip Locke – Vogel
- Steve Ubels – Lantz
- Manolis Peletis
- Stassia Stakis
- Lycourgos Callerghis
- Richard Wren – Reistoffer
- Lambros Tsangas
- Mimi Denisi
- Anne Marie Sten
- Mary Dracopoulou
- Gelsomina
- Paul Picerni
- Elena Secota – prostytutka
- Apostolos Souglakos – żołnierz (niewymieniony w czołówce)

## Fabuła
Akcja toczy się pod koniec II wojny światowej na jednej z greckich wysp (w filmie wyspa nie ma nazwy, ale zdjęcia wykonywano na wyspie Rodos). Wyspa okupowana jest przez Niemców. Działa tam silny ruch oporu, którego przywódcą jest Zeno (Telly Savalas).
Na wyspie znajduje się też niemiecki Stalag, którego komendantem jest major Otto Hecht (Roger Moore), wielki koneser dzieł sztuki i były marszand. Zleca on więźniom wykonywanie prac archeologicznych. Znalezione dzieła sztuki przesyłane są do Niemiec, choć cenniejsze obiekty Hecht wysyła do swojej siostry mieszkającej w Szwajcarii. Życie w obozie jest (jak na warunki wojenne) całkiem przyjemne. Więźniowie prowadzą głównie prace wykopaliskowe. Wśród nich są: znany archeolog profesor Blake (David Niven) i Amerykanie Nat Judson (Richard Roundtree) oraz Bruno Rotelli (Sonny Bono).
Do obozu trafiają nowi Amerykanie z zestrzelonego samolotu, pływaczka Dottie del Mar (Stefanie Powers) próbująca swych sił jako aktorka i komik kabaretowy Charlie Dane (Elliott Gould). Nawiązują bliskie kontakty z Hechtem, który marzy o zdobyciu bezcennej kolekcji starych, złotych talerzy ukrytych wysoko w górach, w niedostępnym klasztorze. Tymczasem Niemcy wzmagają czujność, zorientowawszy się, że w miasteczku działa konspiracyjna radiostacja przekazująca tajne informacje aliantom. Aparatura obsługiwana przez Greka Zeno (Telly Savalas) i jego piękną przyjaciółkę Eleanę (Claudia Cardinale) znajduje się w domu publicznym, często odwiedzanym przez niemieckich żołnierzy. Gdy w wyniku sabotażu dokonanego przez Zeno ginie oficer, Niemcy w odwecie przygotowują publiczną egzekucję. Tymczasem grecki ruch oporu przygotowuje operację zmierzającą do przygotowania gruntu pod inwazję aliantów. Planowane jest zniszczenie bazy niemieckiej znajdującej się w klasztorze na górze o nazwie Atena. Blake, Rotelli i Charlie opracowują plan opanowania obozu przez jeńców.